# Phlegopsis barringeri
Phlegopsis barringeri é uma espécie de ave pertencente à família dos tamnofilídeos. Conhecida apenas a partir de um único espécime macho, coletado em 1951 na Colômbia, sua validade taxonômica é questionável e a maioria das autoridades não o reconhece, seguindo Willis (1979) e Graves (1992), pois parece ser um híbrido de mãe-de-taoca e mãe-de-taoca-avermelhada. Seu nome popular em língua inglesa é "Argus bare-eye".